# Omladinsko Jezero
Omladinsko Jezero är en sjö i Kroatien.   Den ligger i länet Gorski kotar, i den centrala delen av landet, 110 km sydväst om huvudstaden Zagreb. Omladinsko Jezero ligger 764 meter över havet. Arean är 0,90 kvadratkilometer. I omgivningarna runt Omladinsko Jezero växer i huvudsak blandskog. Den sträcker sig 1,9 kilometer i nord-sydlig riktning, och 2,2 kilometer i öst-västlig riktning.